# Kawasaki KLR
La KLR o KL è una motocicletta prodotta dalla Kawasaki per poter essere usata anche nel fuoristrada non impegnativo, prodotta in varie cilindrate e con il motore a quattro tempi

## 250
Prodotta dal 1978 al 2005

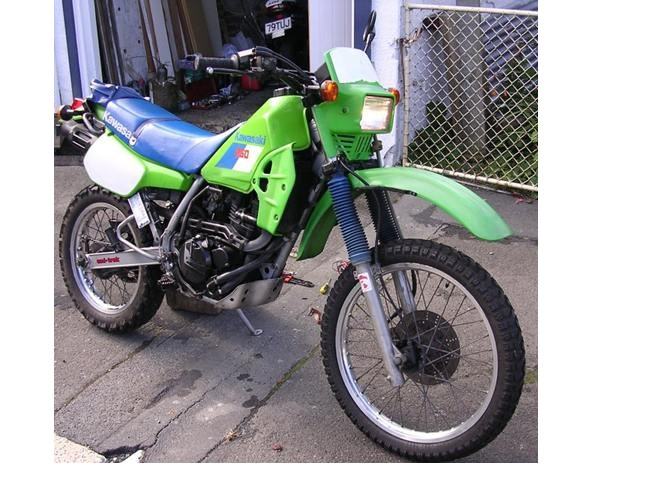
KLR 250

Nel 1985, questa moto passò dal sistema frenante a tamburo integrale al sistema misto tamburo posteriore e disco anteriore, inoltre si è passati da un sistema doublecross a un sistema monocross, mentre la forcella ora ha la regolazione pneumatica, che permette di modificare la taratura della forcella con pressioni che vanno da 0 a 2,5 bar.

## 570 o 600
Questa moto venne venduta come 570 o 600, prodotta dal 1984 al 1995. Fu la prima moto enduro, di grossa cilindrata, ad adottare l'avviamento elettrico. Sebbene non più prodotta da anni, è ancora oggi molto ricercata da chi vuole un mezzo prestante tra strada e fuoristrada, questo perché il suo peso, notevolmente ridotto per una motocicletta enduro da 600 cm³ con avviamento elettrico e termica raffreddata a liquido forzato, si aggira sui 140 kg a secco, e con poche modifiche si può arrivare a meno di 130 kg. In più, con specifici kit di aggiustaggio sul carburatore, si possono ottenere delle prestazioni superiori ai mezzi moderni di pari cilindrata. Ciclistica non delle migliori con freni tamburo posteriore e disco anteriore: scarsissimi.
Dal 1987, con la creazione del modello 650 questa cilindrata non venne più prodotta per l'America.

## 650

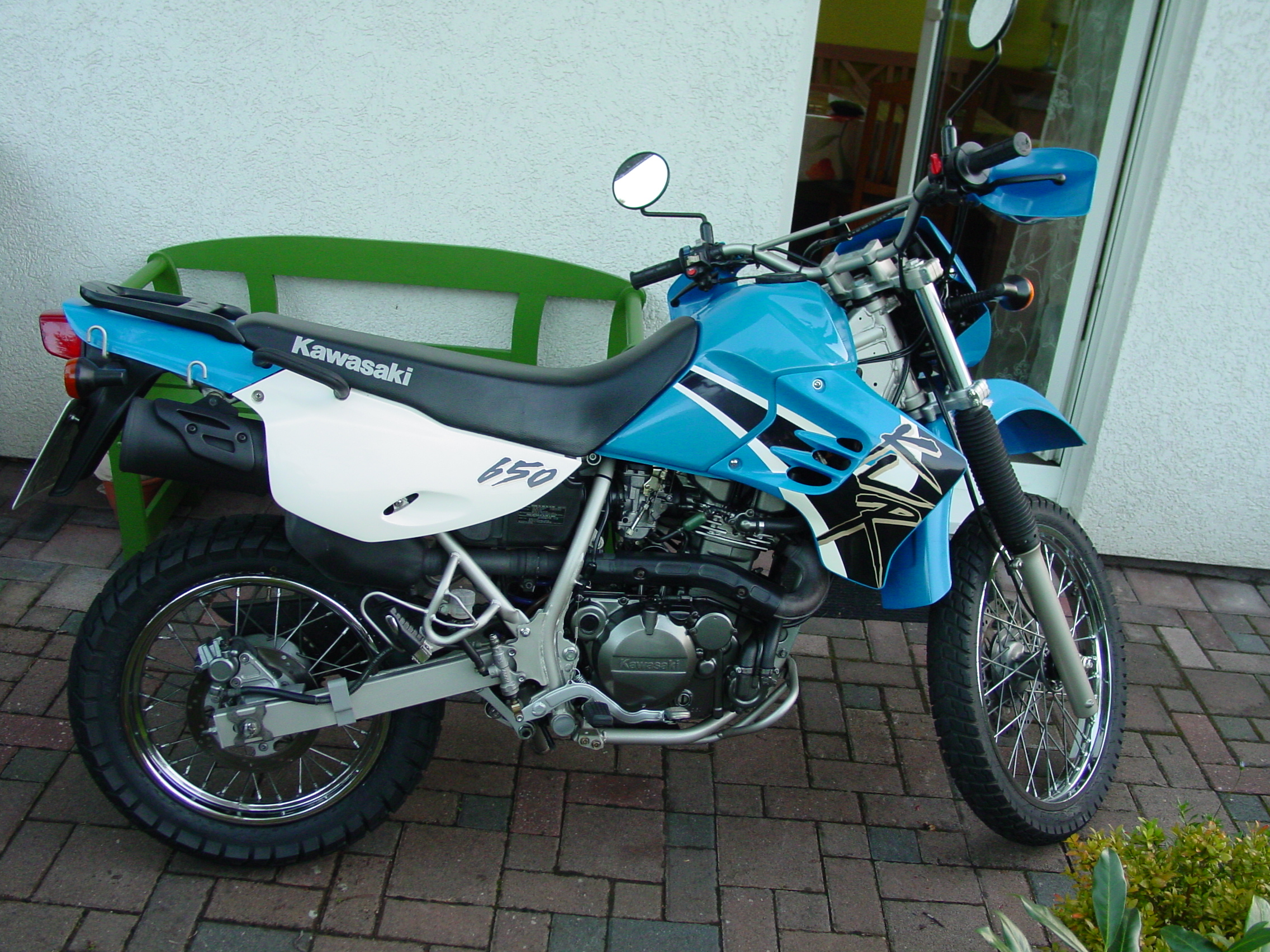
KLR 650-C

Prodotta dal 1987 la produzione dall'epoca della presentazione non ha subito modifiche rilevanti, La KLR 650 fa parte della tipologia di moto da Fuoristrada/deserto, termine con il quale si indicano le motociclette che possono venire impiegate sia su strada che in fuoristrada.
La KLR 650 è più pesante di una moto da fuoristrada puro, ma condotta con attenzione, può dare delle soddisfazioni anche in questo impiego.
Il propulsore della moto è dotato di contralbero di bilanciamento, vanta un comportamento molto morbido, per il tipo di architettura, la moto (rif. anno 2005) è omologata Euro 2.
Il consumo, pur variando dal tipo di utilizzo della moto e da come viene guidata, è compreso tra i 3,9 – 4,7 litri per 100 km (50 – 60 miglia per gallone US – dati riferiti alla versione -A).
La KLR viene descritta come una motocicletta adatta a tutti gli usi pur non eccellendo in nessuno in particolare, molti proprietari la vedono come una motocicletta da turismo economica e con poche modifiche, adattabile anche ai lunghi viaggi.
Nel 2014 ha ricevuto un aggiornamento che comprende una nuova sella, delle sospensioni riviste, un nuovo telaio con struttura a doppia culla in acciaio e forcella con steli da 41 millimetri con molle irrigidite del 40% e dotate di taratura completamente rivista.

### Versioni
KLR 650-A: versione venduta negli USA in Canada ed in Europa a partire dal 1987 fino al 1990. Ha un serbatoio da 23 litri (6,1 galloni);
KLR 650-B o Tengai (parola giapponese che significa "infinito"): versione identica meccanicamente al modello "A" tranne che nell'impianto frenante di maggiori dimensioni. Caratteristica più evidente il diverso frontale ispirato alle moto della Parigi-Dakar, disegnato da Roberto Maccioni. Venduta in Italia a partire dal 1989 ed in listino sino al 1993; questa versione ha partecipato alla edizione del 1990 della Parigi-Dakar con 6 moto del Team Francese Kawasaki France, tutte preparate dallo specialista Jean Claude Chemarin. Nella edizione del 1991 la Tengai si aggiudica Il prologo, svolto il 29 dicembre 1990, che viene vinto dalla Kawasaki n. 21 di Charbonnel.
KLR 650-C: La versione -C è la versione rivista della 650-A. Le maggiori differenze si riscontrano nelle forcelle, nell'impianto frenante e nei rapporti primari.
KLR650-E: La versione -E è la versione rivista della 650-C, le principali modifiche includono forcelle, un nuovo forcellone con sezione a D, fari sdoppiati, pinza anteriori e posteriori a due pistoncini, sistema di raffreddamento migliorato, cerchi con razze in lamina da 4 mm, carenatura riprogettata così come varie parti.
Della KLR è stata realizzata anche una versione speciale con motore Diesel che viene utilizzata dal Corpo degli U.S. Marines.